# Christian Maria Goebel
Christian Maria Goebel (Bochum, 14 agosto 1959) è un attore tedesco.

## Biografia
Figlio dell'avvocato Jurgen Goebel e di Carla Schnorrenberg, ha due fratelli più piccoli. 
Fece vari lavori part-time, in un magazzino e come custode in una metropolitana. Nel 1980 si è trasferito a Berlino dove ha conseguito la laurea in studi teatrali presso l'università di Berlino. In questa città ha iniziato ad esibirsi in diversi teatri. Ha quindi iniziato a lavorare con attori della New York University. Nel 1984 è stato ammesso alla Universität der Künste, dove si è diplomato nel 1987. Goebel è sposato con la giornalista Katja Schlesinger da cui ha avuto tre figli: Oskar, Felix e Vincent.

## Filmografia

### Teatro
- 1984: Il salto
- 1989: La fabbrica degli ufficiali
- 1990: La tigre
- 1999: Bonheffer

### Televisione
- 1997-2001: SK Kosloch
- 1999: Paul e Clara
- 2002: Jean Moulin
- 2003: Grani di pepe
- 2003: Squadra Speciale Cobra 11
- 2003-2004: The Office
- 2003: CSI: Scena del crimine
- 2004: Wilsberg
- 2005: SOKO Leipzig
- 2005: I ricercatori
- 2006: Mr. Nanny
- 2006: Le Dame d'Izieu
- 2007: L'abisso
- 2007: Scuola di polizia
- 2007: La squadra
- 2008: Inga Lindström
- 2008: IL detective